# Planungsregion Mittelthüringen

Lage der Planungsregion in Deutschland

Die Regionale Planungsgemeinschaft Mittelthüringen ist eine Körperschaft des öffentlichen Rechts, die gemäß dem Thüringer Landesplanungsgesetz im Rahmen des Raumordnungsgesetzes der Bundesrepublik Deutschland Träger der Regionalplanung in der Planungsregion Mittelthüringen im zentralen Teil Thüringens ist.
Die Planungsregion Mittelthüringen umfasst die kreisfreien Städte Erfurt und Weimar sowie die Landkreise Gotha, Ilm-Kreis, Sömmerda und Weimarer Land. Mitglieder der Regionalen Planungsgemeinschaft sind neben den genannten kreisfreien Städten und Landkreisen auch die im Landesentwicklungsprogramm als Mittelzentren ausgewiesenen kreisangehörigen Städte Apolda, Arnstadt, Gotha, Ilmenau und Sömmerda. Sitz der Regionalen Planungsgemeinschaft ist Weimar.
Die Planungsregion Mittelthüringen grenzt im Norden an die Planungsregion Nordthüringen, im Osten an die Planungsregion Ostthüringen und im Süden und Westen an die Planungsregion Südwestthüringen. Im Nordosten grenzt sie an das Bundesland Sachsen-Anhalt. Sie ist eine der wirtschaftsstärksten Planungsregionen Ostdeutschlands. Nach dem System der zentralen Orte umfasst sie das Oberzentrum Erfurt, die Mittelzentren mit Teilfunktion eines Oberzentrums Gotha und Weimar, die Mittelzentren Apolda, Arnstadt, Ilmenau und Sömmerda sowie sieben Klein- und 28 Unterzentren.
Die Planungsregionen in Thüringen wurden 1991 auf Basis des Thüringer Landesplanungsgesetzes (ThLPlG) geschaffen. Seit 1998 werden regionale Entwicklungskonzepte auf Basis der Richtlinie zur Förderung der Regionalentwicklung mit Landesmitteln finanziell unterstützt.
- Größte Städte (Stand: 31. Dezember 2023):

1. Erfurt (215.675)
2. Weimar (65.611)
3. Gotha (46.300)
4. Ilmenau (39.147)
5. Arnstadt (28.264)
6. Apolda (22.896)
7. Sömmerda (19.052)
8. Waltershausen (12.512)